# 加拿大輪胎中心
45°17′49″N 75°55′38″W / 45.29694°N 75.92722°W
加拿大輪胎中心，是一座位於加拿大安大略省渥太華的室內綜合體育館。

## 外部連結
- 官方網站 （页面存档备份，存于）
- Ottawa Sports Hall of Fame